# Юзеф Ягмін
Юзеф Ягмін (1810 — 31 серпня 1877) — польський офіцер, учасник листопадового і січневого повстань в Польщі, емігрант.

## Життєпис
Брав участь в Польському повстанні 1830 року в Литві під командуванням генерала Генрика Дембінського, потім у Варшаві. Після поразки повстання емігрував до Франції.
У серпні 1848 року в складі польського легіону Висоцького в угорській армії брав участь в угорському повстанні, в тому числі в боях поблизу Сольнка та Хатван. За заслуги нагороджений угорськими повстанцями орденом військового класу III ступеня.
Після розгрому повстання в серпні 1849 року йому вдалося потрапити до Туреччини, де він жив в Константинополі. Як майора служив у польському полку «Султанський козаків» генерала Замойського проти Росії під час  Кримської війни в 1853—1856 роках, після чого він повернувся до Франції.
У 1863 році брав участь в черговому польському повстанні командиром відділення у Люблінському краї. Щоб дістатися до Польщі, він вступив в загін Зиґмунта Мілковського і з ним боровся проти румунів, які не хотіли пропускати загін через свій терен. Після розгрому повстання йому вдалося дістатися до Туреччини.
У наступній російсько-турецькій війні 1877 року він був творцем і командувачем Польського легіоном (чисельність близько 65 осіб), що діяв у складі османської армії.
Загинув у результаті ран, отриманих в битві при Ескі Загра (нині місто Стара Загора) в Болгарії.